# Александро-Невская церковь (Гродно)
Александро-Невская церковь — утраченный православный храм в Гродно, находившийся на Дворцовой площади (ныне площадь Тызенгауза) с 1870 по 1938 годы. Был построен в честь спасения императора Александра II от покушения, состоявшегося 4 апреля 1866 года. Разрушен 12 мая 1938 года по решению польских властей.

## Сбор пожертвований и строительство
Решение о строительстве церкви на Дворцовой площади было принято 20 апреля 1866 года на Гродненском благородном собрании. 29 мая того же года был созван Комитет по постройке храма в Гродно во имя Святого Александра Невского под председательством князя А. В. Оболенского. Производство работ гродненский губернатор Иван Скворцов возложил на архитектора Гурьева и инженера В. С. Дженеева. Составленная ими проектно-сметная документация с несколько видоизменённой формой крестов была утверждена генерал-губернатором Северо-Западного края Константином Кауфманом в августе 1866 года.
18 июля 1866 года на имя гродненского губернатора пришла телеграмма от императора с благодарностью жителям города и губернии.
Пожертвования на строительство церкви поступали как от крестьян, так и от высших должностных лиц. 8 декабря 1869 года будущий император Александр III и будущая императрица Мария Фёдоровна пожертвовали в пользу строительства церкви два серебряных с позолотой Евангелия (большого и малого форматов), а также серебряное кадило. 4 февраля 1870 года императрица Мария Александровна передала церкви серебряные вызолоченные причастные сосуды, два серебряных, вызолоченных напрестольных креста, седмисвечник, трёхсвечник, подсвечник, кадило, кропило, блюдо, сосуд для водоосвещения накладного серебра, полное облачение для священника, диакона и причетника, четыре перемены воздухов с покровицами, одеяний на престол, жертвенник и аналой. Самые крупные пожертвования были сделаны крестьянами (около 7000 тысяч рублей), а также чиновниками акцизного управления (около 3000 рублей). Всего в период с июня 1866 года по 1 апреля 1870 года в адрес комитета по строительству церкви от жителей Гродненской губернии поступило пожертвований на сумму 18 346 рублей 9 копеек. Гродненский историк Е. Орловский отмечает, что пожертвования поступали от людей и православного, и католического, и иудейского исповедания.
4 апреля 1870 года церковь была освящена епископом Ковенским Иосифом. 24 июня того же года её посетил Александр II.

## Церковь с 1870 по 1921 годы
Церковь была передана во временное пользование духовенству 26-й пехотной дивизии. Значительная часть утвари и облачений хранились в гродненском Софийском соборе. В 1880-е годы некоторые из этих предметов оттуда были похищены.
Указом Святого Синода от 26 апреля 1900 года при церкви был открыт самостоятельный приход, к которому причислено было православное население города, расположенное за рекой Городничанкой, а также деревни Чещевляны, Зарица, Пересёлки, Каплица, Малыщина, Кульбаки, Девятковичи, Градничи, Чеховщина.
В 1906—1907 годах церковь была реконструирована по проекту архитектора И. К. Плотникова. Реконструкция проводилась за счёт прихожан, а также средств, заимствованных у местного свечного завода. С западной стороны был пристроен притвор, над притвором воздвигли три купола: один большой и два меньше по бокам. Вокруг церкви под верхними карнизами устроили цементные декоративные украшения.
Будучи гродненским губернатором, в церкви постоянно молился со своей семьёй Пётр Столыпин.

## Церковь с 1921 по 1938 годы
В 1920-30-е годы церковь использовалась православными солдатами польской армии.
В 1938 году польские власти, несмотря на протесты духовенства и верующих, разрушили церковь, посчитав, что её облик имеет «антипольский смысл».
Попытки уничтожить церковь предпринимались ещё в 1934 году. Только благодаря митрополиту Дионисию (Валединскому) её удалось спасти от уничтожения. Также по мнению краеведа П. А. Наумюка, церковь долгое время не могли разобрать, так как требовалось разрешение командующего Гродненским военным округом генерала Литвиновича, который это разрешения не выдавал (возможно, потому, что его супруга была русской). После перевода его в 1937 году на другое место службы, новый командующий округом генерал Клееберг выдал разрешение на снос церкви.
4 февраля 1938 года Гродненское городское самоуправление приняло постановление о разборке церкви. В постановлении при его обосновании говорилось, что храм мешает правильному движению и что площадь, на которой построена церковь, необходима городу для парадов и других торжественных церемоний возле стоявшего неподалёку польского памятника Свободы. Взамен городское самоуправление дало своё согласие на строительство в другом месте города церкви для нужд армии. На постановление городских властей Гродненским Софийским братством в воеводское управление в Белостоке была принесена жалоба. Безрезультатность обращения к местным властям ради спасения храма вынудили православное население города обратиться с петицией к Игнатию Мостицкому. Под петицией стояло свыше 2000 подписей.
3 мая, в день празднования польской конституции, была произведена закладка новой церкви. Она должна была размещаться у предместья «Слобода» (ныне улица Захарова).
10 мая гарнизонным священником Александром Калиновичем, невзирая на запрет духовных властей, из Александро-Невской церкви были вынесены Святые дары, антиминс и престол. Вечером в церкви заперлись рабочие и начали разбирать её изнутри. 12 мая разборка храма велась уже и днём. Площадь в это время была оцеплена солдатами и полицейскими.
В связи с началом Второй мировой войны и последующим разделом Польши между Германией и СССР новая церковь так и не была построена, несмотря на намерение властей о её постройке. 23 декабря был учреждён строительный комитет, которому Министерство внутренних дел Польши разрешило сбор средств среди верующих на строительство. Также был объявлен конкурс на лучший проект церкви. После их рассмотрения художественно-технический совет под председательством Юзефа Срединского утвердил в качестве такового — проект инженера-архитектора Румянцева. В связи с предъявленными замечаниями проектную документацию было решено подготовить не к 1 ноября 1939 года, как было запланировано, а к 1 января 1940 года.
За полихромию церкви взялся известный польский художник-витражист Здислав Глогер.